# Munkenhof

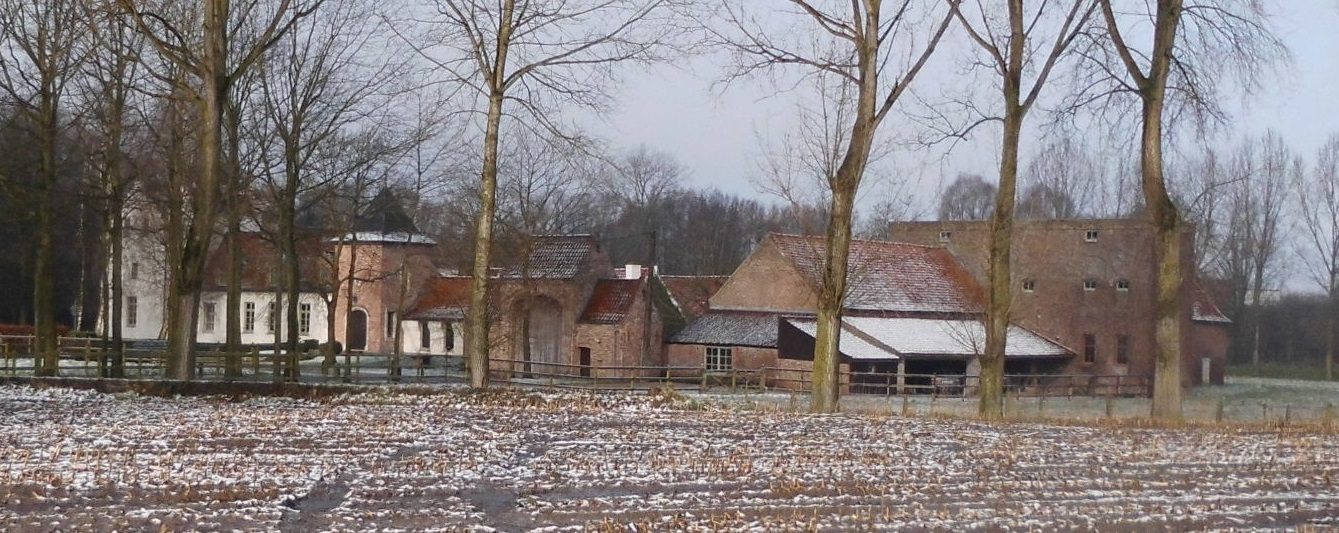
Zicht op het Munkenhof.

Het Munkenhof is een historisch landgoed, gelegen in een bocht van de Oude Leiearm in Desselgem, een deelgemeente van de Belgische stad Waregem. Het landgoed dankt zijn naam aan de Benedictijner monniken van de Sint-Pietersabdij in Gent, die vanaf de middeleeuwen tot het begin van de 19e eeuw het gebied beheerden. Vlakbij ligt het Kasteel van Ooigem.

## Geschiedenis
De site wordt voor het eerst bebouwd in de loop van de 5e of 6e eeuw, wanneer een groep Franken zich vestigt bij de Leie onder leiding van een zekere Thrassald (of Thraswald). De hofstede, genaamd Thrassaldinghem, is vermoedelijk omwald en zou later uitgroeien tot het Munkenhof.
In het jaar 964 kreeg de Gentse Sint-Pietersabdij van graaf Arnulf I van Vlaanderen het grondgebied ‘Desselgem en omgeving' als geschenk aangeboden. De Benediktijner monniken uit Gent kozen de hoeve van Thrassald bij de Leie als bestuurscentrum voor hun bezittingen in de streek. De Sint-Pietersabdij had talrijke bezittingen in de regio en het Munkenhof diende als een van de pachthoven waar de monniken hun inkomsten uit landbouw en veeteelt verzamelden. In de loop van de 10e eeuw verkrijgt de hofstede een achtvormige omwalling, mogelijk tot stand gekomen nadat de monniken een omwalde motte toevoegen aan de reeds omwalde hofstede.
In 1281 wordt in de inventaris van de abdijbezittingen vermeld dat de hoeve verpacht wordt aan Heinric van Gavere. Het Munkenhof wordt in de inventaris curtis (hof) genoemd en het woonhuis domus abbatis (huis van de abt). De monniken hadden dus voor 1281 het Munkenhof reeds verlaten. In de 14e eeuw worden er omvangrijke herstellingen uitgevoerd, wellicht als gevolg van de Slag bij Westrozebeke op 27 november 1382. De hoeve werd opgebouwd in vakwerkbouw op stenen fundamenten en bestond uit een woning (verblijf van abt en pachter) en keuken, stallingen, een grote en kleine schuur, een wagenhuis, een poort, een bakhuis en een duiventoren.
In 1388 krijgt pachter Lodewijk de Valckenaere een lagere pacht wegens waterschade veroorzaakt door de overstromingen van de Leie. In 1451 vinden er nieuwe herstellingen plaats, waarbij onder meer 32.000 bakstenen worden aangekocht. In 1452 worden er, naar aanleiding van de onlusten in het Leiegebied, militairen gelegerd op de hoeve.
In de 16e eeuw wordt het Munkenhof gepacht door de familie van Aken. Het pachtcontract van 1574 geeft een gedetailleerde omschrijving van de hoeve die nog steeds is opgetrokken in vakwerkbouw. De hoeve bestaat uit de woning, het wagenhuis, de groote schuere, de maertsche schuere (nederschuur), schaaps-, lammer- en kalverstallen, een paardenstal, varkenshokken, het bakhuis, de duiventoren (dat tevens dienst deed als gevangenis). In het poortgebouw waren kamertjes voor het personeel en gasten ondergebracht.
In 1598, ten tijde van de Tachtigjarige Oorlog, wordt de hoeve door de geuzen van Oostende volledig platgebrand. De hoeve wordt door de Sint-Pietersabdij heropgebouwd in steen en was rond 1620 volledig hersteld.
De Sint-Pietersabdij blijft eigenaar van het goed tot aan de Franse Revolutie. Met de Franse Revolutie worden alle eigendommen van de abdij, waaronder het Munkenhof, opgekocht door Joannes Verhaeghe, landbouwer op het Munkenhof en vermoedelijk stroman voor de abdijheer. Sindsdien heeft het landgoed verschillende eigenaars gekend en heeft het verscheidene veranderingen ondergaan, zowel in functie als in architectuur.
Rond 1920 werd de familie Lambrecht eigenaar van het domein; zij bewonen het landgoed nog steeds, maar er worden geen agrarische activiteiten meer uitgevoerd. In de loop van de 20e eeuw werden talrijke restauratiewerken uitgevoerd, waaronder aan het poortgebouw en de hoofdwoning.
Bij de grenscorrectie tussen Wielsbeke en Waregem claimde Ooigem, een deelgemeente van Wielsbeke, het gebied rond het Munkenhof, dat sedert de rechttrekking van de Leie eind 1976 op een eiland tussen de oude Leiearm en de nieuwe gekanaliseerde rivier was komen te liggen. Het gebied kwam door de rechttrekking aan de andere kant van de Leie te liggen en had vanuit Desselgem nog enkel verbinding met het Oude Desselgem via de nabijgelegen Leiebrug. Uiteindelijk werd de grenscorrectie in 2000 goedgekeurd met behoud van het Munkenhof bij Desselgem (Waregem).

## Architectuur
De huidige gebouwenconfiguratie komt in de 17e eeuw tot stand, wanneer de hoeve wordt herbouwd in steen. Het landhuis heeft de typische kenmerken van een 19e-eeuwse hoeve, met een symmetrische voorgevel en een zadeldak. Het is omgeven door een grote tuin met oude bomen en weilanden. De omwalling is grotendeels gedempt.

## Erfgoed
Hoewel het Munkenhof geen officieel beschermd monument is, wordt het wel erkend als een waardevol onroerend erfgoedobject. Af en toe wordt het opengesteld voor het publiek tijdens bijzondere evenementen of op erfgoeddagen.